# 스베르들롭스크주
스베르들롭스크주(러시아어: Свердловская область 스베르들롭스카야 오블라스티)는 우랄 연방관구에 위치한 러시아의 연방주체 (주)이다. 행정중심은 예카테린부르크의 도시이며, 이전에는 "스베르들롭스크"로 알려졌다. 인구는 4,268,998명이다(2021년 인구 조사에 따름).

## 지리

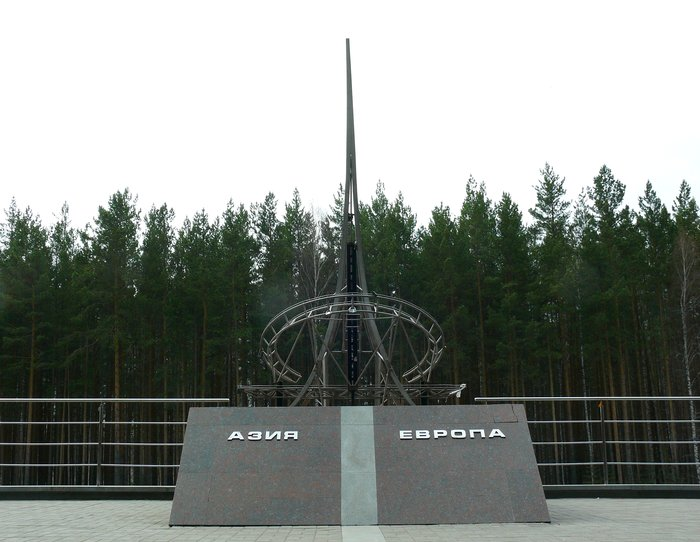
스베르들롭스크주에서 유럽과 아시아의 국경을 나타내는 랜드마크.

대부분은 중부 및 우랄산맥 북부의 동쪽 경사면과 서시베리아 평원에 걸쳐 있습니다. 주의 남서부에서만 우랄산맥의 서쪽 경사면으로 뻗어다.
가장 높은 산은 모두 우랄산맥 북부에 솟아 나있다. 콘자코프스키 카멘은 1,569 미터 (5,148 ft)이고 데네시킨 카멘은 1,492 미터 (4,895 ft)이다. 우랄산맥 중부는 대부분 구릉지이며 뚜렷한 봉우리가 없다. 평균 고도는 해발 300 to 500 미터 (980 to 1,640 ft)에 더 가깝다. 주요 강에는 타브다강, 튜라강, 추소바야강, 우파강가 있으며, 마지막 두강은 카마강의 지류다.
스베르들롭스크주는 서쪽에서 시계 방향으로 페름 변경주, 코미 공화국, 한티만시 자치구, 튜멘주, 쿠르간, 첼랴빈스크주, 그리고 바시코르토스탄 공화국과 접하고 있습니다.
이 지역은 북동쪽의 위도와 경도가 같은 선에 의해 가로지른다.

### 천연자원
천연자원이 풍부한 이 주는 특히 금속(철, 구리, 금, 백금), 광물(석면, 보석, 활석), 대리석 및 석탄으로 유명합니다. 18세기와 19세기에 러시아 산업의 대부분이 이곳에 집중되었습니다.

### 기후
이 지역은 대륙성 기후 패턴을 가지고 있으며, 긴 추운 겨울(서시베리아 평야의 평균 기온은 −15 °C (5 °F)에서 −25 °C (−13 °F)에 이른다)과 짧고 따뜻한 여름이 있다. 오직 이 주의 남동쪽에서만 7월에 기온이 +30 °C (86 °F)에 이른다.

### 시간대
예카테린부르크 시간(YEKT)에 있다. UTC와의 시차는 +0600 (YEKT)이다.

## 행정 구역
- 아치츠키군
- 알라파옙스키군
- 아르틴스키군
- 아르툐몹스키군
- 바이칼롭스키군
- 벨로야르스키군
- 보그다노비치스키군
- 가린스키군
- 이르비츠키군
- 카멘스키군
- 카미실롭스키군
- 크라스노우핌스키군
- 네비얀스키군
- 니즈네세르게인스키군
- 노볼랼린스키군
- 프리고로드니군
- 피슈민스키군
- 레젭스키군
- 세롭스키군
- 샬린스키군
- 슬로보도투린스키군
- 수홀로시스키군
- 시세르츠키군
- 타보린스키군
- 탈리츠키군
- 타브딘스키군
- 투굴림스키군
- 투린스키군
- 베르흐네살딘스키군
- 베르호투르스키군

## 주민
| 연도                | 인구      | ±%     |
| ------------------- | --------- | ------ |
| 1926                | 3,151,883 | —      |
| 1939                | 2,331,176 | −26.0% |
| 1959                | 4,044,416 | +73.5% |
| 1970                | 4,319,741 | +6.8%  |
| 1979                | 4,453,491 | +3.1%  |
| 1989                | 4,716,768 | +5.9%  |
| 2002                | 4,486,214 | −4.9%  |
| 2010                | 4,297,747 | −4.2%  |
| 2021                | 4,268,998 | −0.7%  |
| Source: Census data |           |        |

### 소수민족
448만 6,214명의 주민들 중 400만 2,974명이 러시아인(89%), 16만 8,143명이 타타르인(3.75%), 5만 5,478명이 우크라이나인(1.2%), 3만 7,296명이 바시키르인(0.8%), 2만 7,863명이 마리인(0.6%), 2만 2,540명이 볼가 독일인(0.5%)과 기타가 거주한다.

## 같이 보기
- 야코프 스베르들로프